# Greatest Hits (album, Mötley Crüe, 1998)
Greatest Hits je druhé kompilační album americké rockové skupiny Mötley Crüe.

## Seznam skladeb
| Základní verze | Základní verze                   | Základní verze                     | Základní verze |
| Pořadí         | Název                            | Autor                              | Délka          |
| -------------- | -------------------------------- | ---------------------------------- | -------------- |
| 1.             | Bitter Pill                      |                                    | 4:27           |
| 2.             | Enslaved                         |                                    | 4:30           |
| 3.             | Girls, Girls, Girls              | Mick Mars / Nikki Sixx / Tommy Lee | 4:30           |
| 4.             | Kickstart My Heart               | Sixx                               | 4:57           |
| 5.             | Wild Side                        | Vince Neil / Sixx / Lee            | 4:37           |
| 6.             | Glitter (remix)                  | Sixx / Bryan Adams                 | 5:40           |
| 7.             | Dr. Feelgood                     | Mars / Sixx                        | 4:43           |
| 8.             | Same Ol' Situation (S.O.S.)      | Lee / Sixx / Neil / Mars           | 4:14           |
| 9.             | Home Sweet Home                  | Sixx / Niel / Lee                  | 3:57           |
| 10.            | Afraid                           | Sixx                               | 4:08           |
| 11.            | Don't Go Away Mad (Just Go Away) | Bixx / Mars                        | 4:40           |
| 12.            | Without You                      | Mars / Sixx                        | 4:29           |
| 13.            | Smokin' in the Boys Room         | Sixx / Lutz                        | 3:27           |
| 14.            | Primal Scream                    | Neil / Mars / Sixx / Lee           | 4:46           |
| 15.            | Too Fast for Love                | Sixx                               | 3:21           |
| 16.            | Looks That Kill                  | Sixx                               | 4:01           |
| 17.            | Shout at the Devil '97           | Sixx                               | 3:42           |
| Celková délka: | Celková délka:                   | Celková délka:                     | 73:56          |

### Ocenění
| Certifikátor | Certifikace | Datum         |
| ------------ | ----------- | ------------- |
| RIAA (U.S.)  | zlato       | 22. září 1999 |